# CD Zacatepec
Der Club Deportivo Zacatepec ist ein mexikanischer Fußballverein aus Zacatepec, der 1948 auf Initiative von Rodrigo Ampudia del Valle unter der Bezeichnung „Club Social y Deportivo Zacatepec“ ins Vereinsregister eingetragen wurde.
Zacatepec war eines von acht Gründungsmitgliedern der 1950/51 neu eingeführten Segunda División, der landesweiten zweiten Liga. Man beendete diese Saison als Meister und stellte somit die erste Mannschaft, die den Sprung in die Primera División auf sportlichem Wege erreichte. In der ersten Liga zeigte die Mannschaft sehr wechselhafte Leistungen. Dem neunten Platz in der Aufstiegssaison (1951/52) folgte die Vizemeisterschaft (1952/53) und ein zehnter Platz (1953/54), ehe 1955 die erste Meisterschaft errungen werden konnte. Drei Jahre später folgte die zweite und letzte Meisterschaft. Dazwischen lagen allerdings Rang sieben und Rang zwölf. Am Saisonende 1961/62 folgte der erste von insgesamt fünf Abstiegen. Zum bisher letzten Mal war Zacatepec in der Saison 1984/85 in der höchsten Spielklasse vertreten.
Bis zur Hinrunde (Apertura) der Saison 2003/04 spielte Zacatepec noch in der zweiten Liga, der Primera División 'A', wo man in den anschließenden Play-offs bis ins Halbfinale vorstieß. Die dortigen Niederlagen (zweimal 0:1) gegen die Cobras Ciudad Juárez führten allerdings zum Eklat mit den eigenen Fans. Aus Protest siedelte die Mannschaft in die Bundeshauptstadt Cuernavaca über, wo sie die Rückrunde (Clausura 2004) unter der Bezeichnung „Morelos“ im Estadio Centenario bestritt.
Die beiden nächsten Spielzeiten verbrachte der Verein ab der Rückrunde 2005/06 als Cañeros de Zacatepetl – in der dritten Liga (Segunda división), bis sie im Sommer 2006 in die vierte Liga (Tercera división) abstieg. Dort strebt der Verein mit jungen Talenten aus der Region den Wiederaufstieg in die dritte Liga an. Um finanziell überleben zu können, fungiert Zacatepec neuerdings als Filiale und Talentschmiede für den Club América.

## Statistische Angaben zum CD Zacatepec
- Vereinsfarben: grün und weiß
- Landesmeister: 1955 und 1958
- Pokalsieger: 1957 und 1959
- 1. Liga: 1951/52 bis 1961/62, 1963/64 bis 1965/66, 1970/71 bis 1976/77, 1978/79 bis 1982/83, 1984/85

## Die Erfolgsmannschaften
Die erfolgreichste Epoche der Vereinsgeschichte war die zweite Hälfte der 1950er Jahre, in der Zacatepec zweimal Meister und Pokalsieger wurde. Somit spielte man zwischen 1955 und 1959 insgesamt viermal um den mexikanischen Supercup. Nachstehend die Mannschaftsaufstellungen aller Begegnungen um den Titel Campeón de Campeones:
- 1955 als Meister gegen den Club América (2:3):

Evaristo Murillo, „Tito“ Izaguirre, Samuel Cuburu, José Antonio Roca, Raúl Cárdenas, Francisco Hernández, Pedro „Picao“ Arnauda, Carlos Turcato, Mario Pérez, Ernesto Candia, Mateo Nicolau; Trainer: Ignacio Trelles
- 1957 als Pokalsieger gegen Chivas Guadalajara (1:2):

Nelson Festa, José Vela, Daniel „Chato“ Ortiz, José Antonio Roca, Héctor Ortiz, Raúl Cárdenas, Pedro „Paisano“ Martínez, Agustín „Coruco“ Díaz, Gustavo „Güero“ Cabañas, Antonio Jasso, Ernesto Candia; Trainer: Ignacio Trelles
- 1958 als Meister gegen den Club León (1:0):

Nelson Festa, „Tito“ Izaguirre, Daniel Ortiz, José Antonio Roca, Fernando de la Peña, Héctor Ortiz, Agustín Díaz, Antonio Jasso, Carlos „Charro“ Lara, Carlos Turcato, Ernesto Candia; Trainer: Ignacio Trelles
- 1959 als Pokalsieger gegen Chivas Guadalajara (1:2):

Nelson Festa, „Tito“ Izaguirre, Daniel Ortiz, José Vela, Raúl Cárdenas, Francisco Hernández, Jorge Vergara, Antonio Jasso, Carlos Lara, Agustín Díaz, Florentino Quintanar; Trainer: Ignacio Trelles